# Associazione Calcio Rimini 1912 2015-2016
Questa voce raccoglie le informazioni riguardanti l'Associazione Calcio Rimini 1912 nelle competizioni ufficiali della stagione 2015-2016.

## Stagione
La stagione si apre con una notizia extra-calcistica che coinvolge il presidente De Meis. Il 3 agosto la sua discoteca Cocoricò viene chiusa per quattro mesi dopo la morte di un sedicenne per droga, episodio che causa ripercussioni anche alle casse della squadra. In estate la società trova un'intesa con il gruppo italo-inglese Luukap per la cessione del 30% delle quote sociali, ma l'accordo sarà oggetto di una battaglia legale tra le due parti che per alcuni mesi porterà al sequestro conservativo delle quote stesse.
La rosa rispetto al precedente campionato di Serie D viene rivoluzionata in larga parte, inclusa la nomina del nuovo allenatore Alessandro Pane. Lo stesso Pane però viene esonerato dopo 6ª giornata, all'indomani della sconfitta tennistica per 6-0 patita sul campo del Pontedera. Al suo posto viene chiamato Oscar Brevi, che però riesce a rimanere in panchina solamente per tre mesi, poiché esonerato il 10 gennaio dopo il k.o. di Arezzo (2-0). Il terzo allenatore stagionale del Rimini è un ritorno, quel Leonardo Acori che aveva riportato i biancorossi in Serie C1 nel 2003 dopo anni di attesa e in Serie B nel 2005.
Durante il mese di gennaio il Rimini perde la coppia d'attacco Ragatzu-Della Rocca, entrambi i giocatori infatti si infortunano gravemente e sono costretti a chiudere in anticipo la loro stagione. Nello stesso mese, tra arrivi e partenze, il capitano Adrián Ricchiuti risolve consensualmente il contratto e passa in Serie D al Delta Rovigo.
Successivamente la squadra viene penalizzata con un -2 in classifica, per via di alcuni mancati pagamenti relativi a stipendi e contributi IRPEF, mentre i tifosi organizzano una colletta per pagare senza intermediari spese quali alberghi o ristoranti. Il 30 marzo i giocatori emettono un comunicato in cui manifestano l'intenzione (poi rientrata) di non giocare la trasferta di Teramo in programma tre giorni dopo, scioperando contro la società accusata di non corrispondergli stipendi da alcuni mesi.
Il Rimini chiude il campionato al 15º posto, posizione che costringe i biancorossi a giocare i play-out contro il L'Aquila. In Abruzzo l'andata termina 1-1, mentre al ritorno in Romagna sono i biancorossi a vincere 3-1 ottenendo così la salvezza sul campo.

## Divise e sponsor
Terminato il rapporto annuale con Givova, la società sceglie Lotto come nuovo sponsor tecnico. La stagione inizia senza main sponsor sulle divise.
La prima maglia è a scacchi biancorossi come da tradizione, ispirata in questo caso a quella della stagione 1935-1936, quando l'allora Libertas Rimini conquistò la sua prima promozione in Serie C.
La seconda divisa è totalmente nera, ad eccezione di una banda biancorossa sul petto, simile a quella già riproposta nel 2012-2013. È ispirata alla livrea nerocerchiata del Dopolavoro Ferroviario degli anni '30, squadra che formò la Rimini Calcio unendosi alla Libertas.
Su entrambe le divise campeggia il nuovo logo societario, oltre al classico logo della Lotto sulle maniche.
| Casa | Trasferta |

## Rosa
| N. |                    | Ruolo | Calciatore           |
| -- | ------------------ | ----- | -------------------- |
|    | Italia (bandiera)  | P     | Joyce Anacoura       |
|    | Italia (bandiera)  | P     | Lorenzo Ferrari      |
|    | Italia (bandiera)  | P     | Marco Azzolini       |
|    | Italia (bandiera)  | D     | Alessandro Albertini |
|    | Italia (bandiera)  | D     | Roberto Di Maio      |
|    | Polonia (bandiera) | D     | Igor Łasicki         |
|    | Romania (bandiera) | D     | Vlad Niculae Marin   |
|    | Italia (bandiera)  | D     | Riccardo Martinelli  |
|    | Italia (bandiera)  | D     | Ivan Pedrelli        |
|    | Italia (bandiera)  | D     | Andrea Signorini     |
|    | Italia (bandiera)  | D     | Francesco Todisco    |
|    | Italia (bandiera)  | D     | Mickael Varutti      |
|    | Italia (bandiera)  | C     | Davide Bariti        |
|    | Italia (bandiera)  | C     | Alfredo Bifulco      |
|    | Italia (bandiera)  | C     | Davide Carcuro       |
|    | Italia (bandiera)  | C     | Raffaele De Martino  |

| N. |                      | Ruolo | Calciatore          |
| -- | -------------------- | ----- | ------------------- |
|    | Italia (bandiera)    | C     | Gianluca Esposito   |
|    | Italia (bandiera)    | C     | Niccolò Galli       |
|    | Italia (bandiera)    | C     | Nicola Mancino      |
|    | Ghana (bandiera)     | C     | Dennis Kumih        |
|    | Italia (bandiera)    | C     | Gabriele Puccio     |
|    | Argentina (bandiera) | C     | Adrián Ricchiuti    |
|    | Italia (bandiera)    | C     | Francesco Torelli   |
|    | Italia (bandiera)    | A     | Luigi Della Rocca   |
|    | Italia (bandiera)    | A     | Davide Di Molfetta  |
|    | Senegal (bandiera)   | A     | Ameth Fall          |
|    | Italia (bandiera)    | A     | Savino Leonetti     |
|    | Italia (bandiera)    | A     | Francesco Lisi      |
|    | Italia (bandiera)    | A     | Pasquale Mazzocchi  |
|    | Italia (bandiera)    | A     | Alessandro Polidori |
|    | Italia (bandiera)    | A     | Daniele Ragatzu     |

## Organigramma societario
Area direttiva
- Amministratore delegato: Angelo Palmas
- Presidente: Fabrizio De Meis, poi Angelo Palmas, poi Fabrizio De Meis
- Direttore generale: Angelo Palmas

Area organizzativa
- Team manager: Marco Ravelli

Area comunicazione
- Ufficio stampa: Francesco Pancari

Area tecnica
- Direttore sportivo: Ivano Pastore
- Allenatore: Alessandro Pane, poi Oscar Brevi, poi Leonardo Acori
- Allenatore in seconda: Alcide Di Salvatore, poi Ottavio Strano, poi Alessandro Mastronicola
- Preparatore atletico: Franco Ferrini, poi Fabio Martinelli
- Preparatore dei portieri: Nicola Barasso

Area sanitaria
- Medico sociale: Walter Pasini
- Fisiatra: Giovanni Maria D'Orsi
- Fisioterapisti: Italo Ralvi, Mattia Pulazzi, Alberto De Carlo

## Risultati

### Lega Pro

#### Girone di andata
| Arbitro: | Annaloro (Collegno) |

|                       |           |               |
| Tempesti 90+3’ (rig.) | Marcatori | 32’ Mazzocchi |

| Arbitro: | Fourneau (Roma 1) |

|  |           |             |
|  | Marcatori | 60’ Lazzari |

| Arbitro: | +Pillitteri (Palermo) |

|             |           |                                            |
| Leccese 20’ | Marcatori | 45+1’ Martinelli 55’ Torelli 85’ Ricchiuti |

| Arbitro: | Provesi (Treviglio) |

|               |           |  |
| Ragatzu 90+5’ | Marcatori |  |

| Arbitro: | Chindemi (Viterbo) |

|                           |           |  |
| Bonazzoli 6’ Celiento 30’ | Marcatori |  |

| Arbitro: | Amabile (Vicenza) |

|                                                           |           |  |
| Cesaretti 4’, 41’ Vettori 7’ Scappini 48’, 55’ Gavoci 73’ | Marcatori |  |

| Arbitro: | Zanonato (Vicenza) |

|             |           |                  |
| Ragatzu 65’ | Marcatori | 90+4’ Sinigaglia |

| Arbitro: | Balice (Termoli) |

|                        |           |  |
| Varela 6’ Montella 66’ | Marcatori |  |

| Arbitro: | Fiorini (Frosinone) |

|                  |           |  |
| Ragatzu 49’, 90’ | Marcatori |  |

| Arbitro: | Di Martino (Teramo) |

|  |           |             |
|  | Marcatori | 52’ Capello |

| Arbitro: | Miele (Torino) |

|                                     |           |  |
| Berardocco 55’ Infantino 70’, 90+2’ | Marcatori |  |

| Arbitro: | Candeo (Este) |

|                         |           |             |
| Lisi 47’ Polidori 90+5’ | Marcatori | 82’ Le Noci |

| Savona 28 novembre 2015, ore 17:30 CET 13ª giornata | Savona           | 0 – 0 referto | Rimini | Stadio Valerio Bacigalupo\| Arbitro: \| D'Apice (Arezzo) \| |
| Arbitro:                                            | D'Apice (Arezzo) |               |        |                                                             |

| Arbitro: | Mancini (Fermo) |

|  |           |               |
|  | Marcatori | 17’ Margiotta |

| Arbitro: | Luciano (Lamezia Terme) |

|                                |           |              |
| Triarico 17’ Sandomenico 90+4’ | Marcatori | 76’ Polidori |

| Arbitro: | Marchetti (Ostia Lido) |

|                       |           |                         |
| Polidori 53’ Lisi 56’ | Marcatori | 44’ Bussi 79’ Casiraghi |

| Arbitro: | Capone (Palermo) |

|                             |           |  |
| Tremolada 35’ Madrigali 83’ | Marcatori |  |

#### Girone di ritorno
| Rimini 17 gennaio 2016, ore 15:00 CET 18ª giornata | Rimini                  | 0 – 0 referto | Tuttocuoio | Stadio Romeo Neri\| Arbitro: \| Guarino (Caltanissetta) \| |
| Arbitro:                                           | Guarino (Caltanissetta) |               |            |                                                            |

| Arbitro: | Valiante (Nocera Inferiore) |

|          |           |  |
| Mora 50’ | Marcatori |  |

| Arbitro: | Proietti (Terni) |

|            |           |             |
| Varutti 4’ | Marcatori | 56’ Daffara |

| Arbitro: | Rossi (Rovigo) |

|                                            |           |  |
| Colombi 23’ Buonaiuto 28’ Kouko 38’ (rig.) | Marcatori |  |

| Arbitro: | Robilotta (Sala Consilina) |

|                   |           |  |
| Polidori 34’, 80’ | Marcatori |  |

| Arbitro: | Dionisi (L'Aquila) |

|                           |           |  |
| Polidori 28’ Pedrelli 54’ | Marcatori |  |

| Arbitro: | De Remigis (Teramo) |

|            |           |  |
| Rovini 52’ | Marcatori |  |

| Arbitro: | Guccini (Albano Laziale) |

|               |           |                   |
| Albertini 82’ | Marcatori | 63’ (rig.) Eusepi |

| Arbitro: | Tardino (Milano) |

|                           |           |  |
| Fanucchi 76’ Pozzebon 88’ | Marcatori |  |

| Arbitro: | Balice (Termoli) |

|  |           |                  |
|  | Marcatori | 6’, 69’ Polidori |

| Arbitro: | Amabile (Vicenza) |

|             |           |             |
| Mancino 63’ | Marcatori | 23’ Tognoni |

| Arbitro: | Curti (Milano) |

|                    |           |             |
| Di Paolantonio 74’ | Marcatori | 75’ Bifulco |

| Arbitro: | Bertani (Pisa) |

|  |           |               |
|  | Marcatori | 45+1’ Cocuzza |

| Arbitro: | Pagliardini (Arezzo) |

|  |           |             |
|  | Marcatori | 5’ Polidori |

| Rimini 23 aprile 2016, ore 17:00 CEST 32ª giornata | Rimini              | 0 – 0 referto | L'Aquila | Stadio Romeo Neri\| Arbitro: \| Schirru (Nichelino) \| |
| Arbitro:                                           | Schirru (Nichelino) |               |          |                                                        |

| Arbitro: | Ranaldi (Tivoli) |

|  |           |                                                        |
|  | Marcatori | 5’ Albertini 13’ Polidori 51’ Pedrelli 77’ (aut.) Radi |

| Arbitro: | Mainardi (Bergamo) |

|              |           |            |
| Esposito 27’ | Marcatori | 78’ Milesi |

#### Play-out
| Arbitro: | Baroni (Firenze) |

|            |           |             |
| Ligorio 4’ | Marcatori | 26’ Carcuro |

| Arbitro: | Piscopo (Imperia) |

|                                        |           |                |
| Mancino 45+2’ (rig.), 86’ Polidori 66’ | Marcatori | 69’ M. Mancini |

### Coppa Italia Lega Pro
| Arbitro: | Paterna (Teramo) |

|             |           |                        |
| Varutti 85’ | Marcatori | 9’ De Vena 70’ Guidone |

| Arbitro: | Volpi (Arezzo) |

|  |           |               |
|  | Marcatori | 54’ Ricchiuti |